# Насип-Райдан
Насип-Райдан (порт. Nacip Raydan) — муниципалитет в Бразилии, входит в штат Минас-Жерайс. Составная часть мезорегиона Вали-ду-Риу-Доси. Входит в экономико-статистический микрорегион Говернадор-Валадарис. Население составляет 2471 человек на 2006 год. Занимает площадь 228,587 км². Плотность населения — 10,8 чел./км².

## История
Город основан 1 марта 1959 года. 

## Статистика
- Валовой внутренний продукт на 2003 год составляет 7 522 631,00 реалов (данные: Бразильский институт географии и статистики).
- Валовой внутренний продукт на душу населения на 2003 год составляет 2716,73 реалов (данные: Бразильский институт географии и статистики).
- Индекс развития человеческого потенциала на 2000 год составляет 0,611 (данные: Программа развития ООН).